# Danny Grant
Daniel Frederick Grant (Fredericton, Új-Brunswick, 1945. február 21. – 2019. október 14.) profi kanadai jégkorongozó.

## Pályafutása

### Játékosként
Komolyabb junior karrierjét az OHA-s Peterborough Petesben kezdte 1962-ben. Előtte szülővárosa junior csapataiban játszott. A Petesben 1966-ig volt kerettag. Közben egyszer jó játékának köszönhetően felhívták a felnőttek közé is az American Hockey League-es Québec Acesbe. Ez 1965-ben volt és ekkor mindössze egy mérkőzést játszhatott de adott egy gólpasszt. National Hockey League-es pályafutását a Montréal Canadiensben kezdte 1966-ban de csak egy mérkőzésen szerepelhetett. 1966 végén lett felnőtt játékos a CPHL-es Houston Apollosban. A következő évben már 22 mérkőzésnyi lehetőséget kapott a Montréal Canadiensben de a szezont az Apollosban kezdte. Az 1968-as NHL-es rájátszásban is részt vett és a Canadiensszel Stanley-kupa győztes lett. 1968. június 10-én átkerült a Minnesota North Starshoz, ahol az első teljes évét játszotta és az év végén megkapta a Calder-emlékkupát, ami a legjobb újoncnak ítélnek oda. A North Starsban egészen 1974. augusztus 27-ig volt kerettag, amikor is elcserélték a Detroit Red Wingsszel. A North Starsban az 1972–1973-as idénye volt a legjobb. A Detroitban már az első évben elérte a bűvös 50 gólos határt. A következő három éve ebben a csapatban messze nem volt ilyen jó és 1975. december 19-én a Kansas City Scouts ellen egy súlyos sérülést szenvedett el, ami miatt véget ért az az évi szezonja és ez azt jelentette, hogy az egymás után lejátszott mérkőzések száma megállt 566-on. 1978. január 9-én elcserélték a Los Angeles Kingsbe. Ebben a csapatban másfél szezon alatt mindössze 76 mérkőzést játszott. 1979 és 1981 között visszavonult a szülővárosi kiscsapatba játszani majd 1981–1982-ben rövid időre visszatért az AHL-es Fredericton Expressbe.

#### Statisztika
| 1962–1963       | Peterborough Petes    | OHA             | 50  | 12  | 9   | 21  | 8   | 6  | 0  | 1  | 1  | —  |
| 1963–1964       | Peterborough Petes    | OHA             | 44  | 18  | 21  | 39  | 20  | 5  | 2  | 2  | 4  | 4  |
| 1964–1965       | Peterborough Petes    | OHA             | 56  | 47  | 59  | 106 | 23  | 12 | 7  | 7  | 14 | 4  |
| 1964–1965       | Québec Aces           | AHL             | 1   | 0   | 1   | 1   | 2   | —  | —  | —  | —  | —  |
| 1965–1966       | Peterborough Petes    | OHA             | 48  | 44  | 52  | 96  | 34  | 4  | 2  | 5  | 7  | 10 |
| 1965–1966       | Montréal Canadiens    | NHL             | 1   | 0   | 0   | 0   | 0   | —  | —  | —  | —  | —  |
| 1966–1967       | Houston Apollos       | CPHL            | 64  | 22  | 28  | 50  | 29  | 6  | 4  | 4  | 8  | 2  |
| 1967–1968       | Houston Apollos       | CPHL            | 19  | 14  | 8   | 22  | 6   | —  | —  | —  | —  | —  |
| 1967–1968       | Montréal Canadiens    | NHL             | 22  | 3   | 4   | 7   | 10  | 10 | 0  | 3  | 3  | 5  |
| 1968–1969       | Minnesota North Stars | NHL             | 75  | 31  | 34  | 65  | 46  | —  | —  | —  | —  | —  |
| 1969–1970       | Minnesota North Stars | NHL             | 76  | 29  | 28  | 57  | 23  | 6  | 0  | 2  | 2  | 4  |
| 1970–1971       | Minnesota North Stars | NHL             | 78  | 34  | 23  | 57  | 46  | 12 | 5  | 5  | 10 | 8  |
| 1971–1972       | Minnesota North Stars | NHL             | 78  | 18  | 25  | 43  | 18  | 7  | 2  | 1  | 3  | 0  |
| 1972–1973       | Minnesota North Stars | NHL             | 78  | 32  | 35  | 67  | 12  | 6  | 3  | 1  | 4  | 0  |
| 1973–1974       | Minnesota North Stars | NHL             | 78  | 29  | 35  | 64  | 16  | —  | —  | —  | —  | —  |
| 1974–1975       | Detroit Red Wings     | NHL             | 80  | 50  | 36  | 86  | 28  | —  | —  | —  | —  | —  |
| 1975–1976       | Detroit Red Wings     | NHL             | 39  | 10  | 13  | 23  | 20  | —  | —  | —  | —  | —  |
| 1976–1977       | Detroit Red Wings     | NHL             | 42  | 2   | 10  | 12  | 4   | —  | —  | —  | —  | —  |
| 1977–1978       | Detroit Red Wings     | NHL             | 13  | 2   | 2   | 4   | 6   | —  | —  | —  | —  | —  |
| 1977–1978       | Los Angeles Kings     | NHL             | 41  | 10  | 19  | 29  | 2   | 2  | 0  | 2  | 2  | 0  |
| 1978–1979       | Los Angeles Kings     | NHL             | 35  | 10  | 11  | 21  | 8   | —  | —  | —  | —  | —  |
| 1981–1982       | Fredericton Express   | AHL             | 19  | 2   | 7   | 9   | 4   | —  | —  | —  | —  | —  |
| NHL Összesített | NHL Összesített       | NHL Összesített | 736 | 263 | 272 | 535 | 239 | 43 | 10 | 14 | 24 | 19 |

### Edzőként
Az 1990-es évek közepe után rövid ideig edző volt a University of New Brunswick egyetemi csapatánál majd egy szezont eltöltött a QMJHL-es Halifax Mooseheads kispadján is.

## Sikerei, díjai
- OHA-Jr. Második All-Star Csapat: 1965
- OHA-Jr. Első All-Star Csapat: 1966
- Stanley-kupa: 1968
- Calder-emlékkupa: 1969
- NHL All-Star Gála: 1969, 1970, 1971